# Rodrigues-Flughund
Der Rodrigues-Flughund (Pteropus rodricensis) ist eine Art aus der Gattung Eigentliche Flughunde in der Familie der Flughunde. Er ist endemisch auf Rodrigues, einer Insel im Indischen Ozean, die zu Mauritius gehört. Aufgrund des begrenzten Verbreitungsgebiets, Bejagung, Lebensraumverlust und Bedrohung durch Stürme ist die Art stark gefährdet.

## Merkmale
Der Rodrigues-Flughund erreicht ein Gewicht von 350 Gramm und eine Spannweite von 90 cm. Die Ohrenlänge beträgt ca. zwei Zentimeter. Das Fell ist fast überall ziemlich kurz. Die Flughaut zwischen den Oberschenkeln (Interfemoral-Haut) ist im Flug gut sichtbar. Die unbehaarten Ohren sind dreieckig und stumpf zugespitzt. Die Art hat sehr viele farbliche Schattierungen. Am Kopf, Rücken, Brust und Bauch kann das Fell gelblich, orange und rot oder sogar silbrig und schwarz sein. Am Nacken ist es etwas heller. Die Flügel sind dunkelbraun.

## Ökologie
Das natürliche Habitat sind die tropischen Küstenwälder. Die Flughunde leben in Gruppen, schlafen tagsüber in großen Gruppen und gehen nachts auf Nahrungssuche. Sie ernähren sich vor allem von Früchten, deren Fruchtfleisch sie auspressen. Zu ihren Nahrungspflanzen gehören Tamarinden, Rosenäpfel, Mangos, Palmfrüchte und Feigen.
In der Gefangenschaft sammelt jeweils ein dominantes Männchen einen Harem von bis zu 10 Weibchen um sich, mit denen es rastet und sich paart. Juvenile Männchen sammeln sich zur Rast am Rande der Kolonie.

## Status
Die International Union for Conservation of Nature hat die Art aufgrund von Bejagung, Verlust des natürlichen Lebensraumes und Sturmverlusten als „critically endangered“ (vom Aussterben bedroht) eingestuft. Der Bestand in freier Wildbahn liegt bei nur mehr wenigen hundert Exemplaren. Der Durrell Wildlife Conservation Trust hat ein Erhaltungszuchtprogramm eingerichtet. Die Organization for Bat Conservation finanziert ein internationales Projekt.

## Zoos
Es gibt nunmehr Kolonien im Philadelphia Zoo, Prospect Park Zoo, Brookfield Zoo, Oregon Zoo, Moody Gardens Rainforest Pyramid, San Diego Zoo Safari Park, Disney’s Animal Kingdom, Zoo Kopenhagen, Belfast Zoo, Curraghs Wildlife Park, Zoo Dublin, Zoo Zürich und anderen. Die größte Kolonie lebt im Chester.